# Isili
Isili – miejscowość i gmina we Włoszech, w regionie Sardynia, w prowincji Sud Sardynia. Graniczy z Gergei, Gesturi, Laconi, Nuragus, Nurallao, Nurri, Serri i Villanova Tulo.
Według danych na rok 2004 gminę zamieszkiwało 3078 osób, 45,9 os./km².